# Tim Lobinger
Tim Lobinger (Rheinbach, 3 september 1972 – München, 16 februari 2023) was een Duitse atleet, gespecialiseerd in polsstokhoogspringen. Hij was de eerste Duitser die outdoor over 6 m sprong en werd tweevoudig Europees indoorkampioen (1998, 2002) en wereldkampioen indoor in 2003. Hij nam viermaal deel aan de Olympische Spelen.

## Loopbaan
Lobinger behoorde sinds de jaren negentig tot de top in zijn sport en behaalde zijn beste resultaten in 1997 en 1999, toen hij in beide jaren over 6,00 m heen sprong.
De Olympische Spelen verliepen teleurstellend voor Lobinger. In Atlanta 1996 werd hij zevende, in Sydney 2000 dertiende en in Athene 2004 elfde. Ook de wereldkampioenschappen van 2005 verliepen teleurstellend, doordat hij met 5,50 ver onder zijn mogelijkheden bleef.
Lobinger baarde veel opzien tijdens de wereldatletiekfinale in Monaco in 2003. Na het goud te hebben veroverd, liep Lobinger uit blijdschap een ereronde, met een ontbloot bovenlijf. De toeschouwers en de camera's zagen zijn blote rug, waarvoor hij zich later voor de atletiekbond moest verontschuldigen. Er werd 5000 dollar prijzengeld ingehouden als straf hiervoor.
Hij werd tweede op de LBBW Meeting 2006 met een hoogte van 5,71 achter Oleksander Korchmid, die 5,76 sprong. Op de Olympische Spelen van 2008 in Peking was zijn 5,55 niet voldoende om zich te plaatsen voor de finale.
Lobinger had een sponsorcontract met Puma. Hij was getrouwd met de bijna zes jaar oudere hink-stap-springster Petra Lobinger, die van 1997 tot 2011 het Duitse indoorrecord in handen heeft gehad. Ze woonden echter niet meer bij elkaar. Hij kreeg twee kinderen. Zijn zoon speelt als spits bij Fortuna Düsseldorf II in de Regionalliga West. Later kreeg Lobinger een relatie met journaliste Alina Baumann.
Lobinger overleed op 50-jarige leeftijd aan multipel myeloom.

## Titels
- Wereldindoorkampioen polsstokhoogspringen - 2003
- Europees indoorkampioen polsstokhoogspringen - 1998, 2002
- Europees kampioen polsstokhoogspringen U23 - 1992
- Duits kampioen polsstokhoogspringen - 1993, 1994, 1997, 1998, 1999, 2000, 2003, 2005, 2006
- Duits indoorkampioen polsstokhoogspringen - 1996, 2000, 2003, 2004, 2006

## Persoonlijke records
| Onderdeel                      | Prestatie | Datum            | Plaats   |
| ------------------------------ | --------- | ---------------- | -------- |
| polsstokhoogspringen (outdoor) | 6,00 m    | 24 augustus 1997 | Keulen   |
| polsstokhoogspringen (indoor)  | 5,95 m    | 18 februari 2000 | Chemnitz |

## Prestaties
Kampioenschappen
- WK: 1995 (11e) - 1997 (4e) - 1999 (6e) - 2003 (5e) - 2005 (5e)
- WK indoor: 1997 (5e) - 2003 (goud) - 2004 (5e) - 2006 (brons), 2008 (5e)
- EK: 2002 (brons) - 2006 (zilver)
- EK indoor: 1998 (goud) - 2002 (goud) - 2005 (brons) - 2007(5e)
- EK junioren U20: 1991 (brons)
- Olympische Spelen: 1996 (7e) - 2000 (13e) - 2004 (11e)
- Wereldatletiekfinale: 2003 (goud) - 2004 (4e) - 2005 (zilver) - 2006 (zilver)
- Grand Prix: 1996 (6e) - 1997 (brons) - 1999(5e) - 2000 (goud) - 2002 (brons)

Golden League-podiumplekken
- Bislett Games: 1998 (brons) - 1999 (goud)
- Golden Gala: 2002 (brons) - 2005 (brons)
- ISTAF: 1998 (brons) - 2002 (brons) - 2004 (brons) - 2005 (goud)
- Meeting Gaz de France: 1999 (zilver) - 2000 (brons) - 2001 (brons) - 2003 (zilver) - 2004 (zilver)
- Weltklasse Zürich: 2002 (goud) - 2003 (brons) - 2004 (zilver)